# غيم سباي
غيم سباي (بالإنجليزية: GameSpy)‏ هو مزودٌ أمريكيٌّ للبرامج الوسيطة المُرتبطة بألعاب الفيديو الجماعية عبر الإنترنت والتوفيق بين ألعاب الفيديو التي أسسها مارك سيرفاس عام 1995. بعد إصدار متصفح خادم للألعاب الفيديو الجماعية، قامت شركة QSpy بترخيص البرنامج تحت العلامة التجارية GameSpy إلى ناشري ألعاب الفيديو الآخرين من خلال شركة تأسست حديثًا (GameSpy Industries)، والتي أدرجت أيضًا شبكة بلانت الخاصة بها لأخبار ألعاب الفيديو ومواقع المعلومات، وموقع GameSpy.com.

## التاريخ
اندمجت غيم سباي مع آي جي إن (IGN) في عام 2004؛ بحلول عام 2014، تم استخدام خدماتها من قبل أكثر من 800 ناشر ومطور لألعاب الفيديو منذ إطلاقها. في أغسطس 2012، تم الاستحواذ على قسم GameSpy Industries (الذي ظل مسؤولاً عن خدمة غيم سباي) بواسطة مطور ألعاب الفيديو المحمول Glu Mobile . احتفظت آي جي أن (المملوكة لاحقًا لشركة نيوز كوربوريشن) بملكية موقع GameSpy.com على الويب. في فبراير 2013، قام مالك آي جي أن الجديد، زيف ديفيد، بإغلاق مواقع آي جي أن «الثانوية»، بما في ذلك شبكة غيم سباي.
تبع ذلك الإعلان في أبريل 2014 عن إغلاق منصة خدمة غيم سباي في 31 مايو 2014، حتى يتمكن مطوروه من التركيز على العمل في خدمات Glu الخاصة. كما لم تعد الألعاب التي لا تزال تستخدم غيم سباي قادرة على تقديم الوظائف عبر الإنترنت أو خدمة اللعب الجماعي. بينما أعلن بعض الناشرين عن خطط لترحيل الألعاب المجهزة بـ غيم سباي إلى منصات أخرى (مثل ستيم أو الخوادم الداخلية)، فإن بعض الناشرين رفضوا ذلك، مثل نينتندو (الذين استخدموا خوادم غيم سباي كأساس لمنصة Nintendo Wi-Fi Connection لـ DS و Wii) لا سيما بسبب عمر الألعاب المتأثرة. كما أعلنت إلكترونيك آرتس، على وجه الخصوص، عن 24 لعبة على الكمبيوتر الشخصي ستتأثر بنهاية خدمة غيم سباي، مثل باتلفيلد 2 وسلسلة كرايسس وساينتس رو 2، و حرب النجوم: جبهة القتال.
تم استعادت تعديلات الألعاب التي أنشأها المعجبون مجموعة من الوظائف عبر الإنترنت بخوادم بديلة. ودُمجت أحد هذه التعديلات لإصدار الكمبيوتر الشخصي من هيلو رسميًا في تصحيح للعبة تم إصداره بواسطة بنجي في مايو 2014، وساعدت ديزني المطورين على إنشاء تعديل مماثل لـ باتل فرونت 2 لعام (2005) في عام 2017. وعلى النقيض من ذلك، في عام 2017، طالبت إلكترونيك آرتس بإزالة النسخ المعدلة من باتلفيلد 2 وباتلفيلد 2142 على خوادم بديلة، وزعتها مجموعة تُعرف باسم «شبكة الإحياء»، باعتبارها انتهاكًا لحقوق النشر الخاصة بها.

## روابط خارجية
- GameSpy
- GameSpy Arena